# Casinaria hesperiophaga
Casinaria hesperiophaga là một loài tò vò trong họ Ichneumonidae.